# Gala Dalí
Gala Dalí (Russisch: Елена Дмитриевна Дьяконова, Elena Dmitrievna Djakonova) (Kazan, Rusland, 7 september (O.S. 26 augustus) 1894 – Port Lligat, 10 juni 1982), kortweg Gala genoemd, was de echtgenote van de Franse dichter Paul Éluard en later van de Spaanse kunstschilder Salvador Dalí.

## Jonge Jaren
Gala werd geboren als Elena Dmitrievna Djakonova in een familie van intellectuelen. Ze was het derde kind in een gezin van vier kinderen: ze had twee oudere broers, Vadim en Nicolai, en een jongere zus, Lidia. Haar vader overleed toen Gala elf jaar oud was. Later hertrouwde haar moeder met een advocaat, met wie ze een goede band had. Dankzij hem slaagde ze erin om een goede opleiding te volgen. Een groot deel van haar jeugd bracht ze door in Moskou, waar zij haar diploma als onderwijzeres behaalde in 1915. Een van haar jeugdvrienden was de Russische dichteres Marina Tsvetajeva.

## Huwelijk met Paul Éluard
In 1913 werd Gala naar een sanatorium in Clavadel, Zwitserland gestuurd omdat zij aan tuberculose leed. Daar leerde zij Éluard kennen, een jongen van haar leeftijd en werd verliefd op hem. Hij was degene die haar de bijnaam 'Gala' gaf, de naam die ze voor de rest van haar leven zou gebruiken.
In 1916, tijdens de Eerste Wereldoorlog, reisde zij naar Parijs om zich bij hem te voegen. Een jaar later trouwden zij en op 10 mei 1918 werd hun dochter Cécile geboren. Gala had geen interesse in het moederschap, verwaarloosde haar dochter en trok zich de rest van haar leven niets van Cécile aan.
I promise you our life will be glorious and magnificent— Gala aan Paul Éluard
Door Éluard werd Gala betrokken bij de surrealistische beweging. Hiermee werd zij een muze voor veel verschillende kunstenaars, zoals Louis Aragon, Max Ernst en André Breton. Breton minachtte haar al snel, en beweerde dat ze een vernietigende invloed had op de kunstenaars die ze bevriendde. Gala, Éluard en Ernst leefden enige tijd samen in een driehoeksverhouding. 
In augustus 1929 bezochten Gala, Éluard en enkele vrienden de jonge, surrealistische schilder Salvador Dalí in Port Lligat, vlak bij Cadaqués. Het was liefde op het eerste gezicht voor Gala en Dalí, die bijna tien jaar jonger was dan zij. Gala scheidde van Éluard en verliet hiermee ook haar dochter, om met Dalí in een dorpje aan de Spaanse kust te gaan wonen. Ondanks hun scheiding bleven de twee goede vrienden.

## Huwelijk met Salvador Dalí
Sinds 1929 woonden de twee samen en in 1934 huwden ze voor de wet. In 1958 werd hun kerkelijk huwelijk te Montrejic ingezegend. Dit huwelijk was niet erg seksueel gericht, aangezien Dalí bekendstond om zijn fobie voor vrouwelijke genitaliën. Dalí was dan ook zeer waarschijnlijk nog maagd toen hij Gala in 1929 ontmoette. Nog voordat Dalí en Gala elkaar ontmoetten had hij een sterke vriendschap met de homoseksuele dichter Federico García Lorca, die tweemaal vergeefs seksueel contact zocht met Dali. Hun vriendschap eindigde nadat de film Un chien andalou van Luis Buñuel en Dalí uitkwam. García Lorca beschouwde deze film als een persoonlijke aanval op hem.
Mijn bloed, mijn zuurstof, mijn engel van het evenwicht— Salvador Dalí over Gala
Hoewel Gala als Dalí's muze gold, bleef zij tevens omgaan met haar ex-echtgenoot en had veelvuldig affaires met vaak jonge minnaars die zij overlaadde met cadeaus. Op veel van de schilderijen van Dalí vindt men Gala terug, bijvoorbeeld Portrait of Galerina, Galatea of the Spheres en The Madonna of Port Lligat. In die tijd was Gala niet alleen zijn muze, maar ook compagnon, business manager en publicist. Gala en Dalí brachten de periode van de Tweede Wereldoorlog door in New York.
In 1948 keerden de Dalí's terug naar Port Lligat, Spanje een klein vissersplaatsje niet ver van Cadaqués. Ondanks haar huwelijk met Dalí, nam haar drang naar gokken en jongere mannen niet af. Toen zij in 1964 William Rothlein, een 22-jarige aantrekkelijke drugsverslaafde, in New York ontmoette had ze een nieuw project. Ze liet hem afkicken, kocht een nieuwe garderobe voor hem en nam hem vervolgens mee naar Spanje. Ondanks het feit dat zij bijna vijf decennia ouder was, weerhield het er haar niet van om toch een relatie met hem te beginnen. William Rothlein stond model voor Dalí in de zomer van 1964, die een vaderlijke affectie voor hem had, omdat hij verschrikkelijk veel op hem als een jonge man leek. Salvador Dalí was degene die voorstelde dat Federico Fellini een film moest maken: 
"The Secret Life of Salvador Dalí" met Rothlein in de hoofdrol. De liefde was al gauw over nadat zijn auditie in een fiasco eindigde, en hij kreeg per direct een enkele reis terug naar New York van Salvador. Ondanks hun breuk maakt Gala zich toch zorgen: ze stuurt brieven met carrière- en moederlijk advies, en maakt zelfs plannen om zich met hem te herenigen in Manhattan. Echter kort daarna stierf William Rothlein aan een overdosis.
In 1969 kocht Dalí voor haar het kasteel van Púbol te Baix Empordà. Hier bracht zij tussen 1971 en 1980 een groot deel van de zomers door. Na haar dood in 1982 werd zij daar bijgezet in een crypte. Sinds 1996 is haar kasteel open voor het publiek als Castell Gala Dalí in Púbol.

## Gala als Muze
- Portrait of Gala with Two Lamb Chops Balanced on Her Shoulder (1933) door Salador Dalí
- Portrait of Gala with a Lobster (Portrait of Gala with Aeroplane Nose) (1934) door Salvador Dalí
- The Angelus of Gala (1935) door Salvador Dalí
- Galarina (1944) door Salvador Dalí
- Galatea of the Spheres (1952) door Salvador Dalí
- Corpus Hypercubus (1954) door Salvador Dalí
- The Discovery of America by Christopher Columbus (1959) door Salvador Dalí
- Gala Éluard (1959) door Max Ernst